# Eustroma aurantiaria
Eustroma aurantiaria là một loài bướm đêm trong họ Geometridae.